# Syngnathus leptorhynchus
Syngnathus leptorhynchus és una espècie de peix de la família dels singnàtids i de l'ordre dels singnatiformes. Es troba des de Sitka (Alaska) fins al sud de Baixa Califòrnia (Mèxic).
És un peix demersal de clima subtropical. Les femelles poden assolir 33 cm de longitud total. Presenta dimorfisme sexual: les femelles són més grosses que els mascles. És ovovivípar i el mascle transporta els ous en una bossa ventral, la qual es troba a sota de la cua. Menja crustacis.